# Nextbike
nextbike es una empresa alemana que desarrolla y opera sistemas públicos de bicicletas compartidas fundada en Leipzig en 2004. A fecha de junio de 2025, opera en 400 ciudades de 23 países, que incluyen Alemania, Reino Unido, Polonia, Croacia, República Checa, Austria y Suiza. La sede central, con aproximadamente 100 empleados, se encuentra en Leipzig, y sus bicicletas y estaciones son mantenidas por socios locales. En 2021, fue adquirida por TIER Mobility, adoptando la marca conjunta nextbike by TIER hasta su venta en abril de 2024 a una firma de capital privado.
Los programas de bicicletas compartidas se desarrollan conjuntamente con ciudades y socios franquiciados. Los costes de funcionamiento se financian mediante contratos con proveedores de transporte público y municipios, tarifas de alquiler y la venta de espacio publicitario en las propias bicicletas. Nextbike también ofrece programas de movilidad para colegios, universidades y empresas, integrándose con la movilidad urbana y regional.

## Uso
Los usuarios se unen al servicio a través de un sistema de suscripción, donde la bicicleta está vinculada al usuario o a una estación de alquiler. Las bicicletas se alquilan escaneando un código QR presente en el propio vehículo, y se pueden devolver a través de la aplicación, línea directa o terminal. Hay ciudades con una zona flexible que permite a los usuarios devolver la bicicleta en cualquier lugar dentro de un área definida por una pequeña tarifa adicional.

## Proyectos

Países en los que opera nextbike en fecha de abril de 2025

### En Alemania
Nextbike opera en ciudades como Berlín, Düsseldorf, Fráncfort, Hamburgo, Leipzig, Múnich, Núremberg y Dresde. Las mayores implantaciones del sistema en Alemania están en la cuenca del Ruhr, con 3.000 bicicletas, y en Berlín, con 5.000 bicicletas. Además de las grandes ciudades, también da servicio a varias ciudades alemanas más pequeñas, como Bonn, donde dispone de 900 bicicletas.
Radio KVB
Desde 2015, la empresa de transporte público de Colonia ofrece alrededor de 1.500 bicicletas en alquiler en conjunción con nextbike. Están disponibles en todas partes dentro de una "zona flexible", y complementan el sistema de transporte público. En 2021 se renovó el sistema con 3.000 bicicletas de nueva generación, y se complementó la zona flex con estaciones fuera del centro de la ciudad.
Metropolradruhr
Metropolradruhr se lanzó en 2010 como uno de los sistemas regionales de bicicletas compartidas más grandes de Alemania. Une diez ciudades cercanas de Renania del Norte-Westfalia, como son Dortmund, Bochum, Essen y Oberhausen. Las bicicletas se pueden devolver en cualquiera de estas diez ciudades.
VRNnextbike
En 2015, nextbike, junto con Verkehrsverbund Rhein-Neckar, lanzó otro sistema de bicicletas compartidas entre varias ciudades, con más de 2000 bicicletas que conectan Mannheim, Heidelberg y Ludwigshafen. En 2016, se expandió a Bensheim y Speyer, además de colaborar con universidades y colegios locales ofreciendo condiciones especiales para estudiantes.

### En Reino Unido
En 2014, se lanzaron varios programas de bicicletas compartidas en el Reino Unido, incluidas las ciudades de Bath, Glasgow, Milton Keynes y Stirling. En abril de 2015 se lanzó en Belfast un nuevo programa de alquiler público de bicicletas, denominado Belfast Bikes. En mayo de 2018 se puso en marcha un plan en Cardiff.
El contrato para el sistema de bicicletas compartidas de Bath finalizó en febrero de 2019, y las bicicletas ya no estuvieron disponibles para alquiler a partir del 8 de febrero de 2019. Descritas como el "proyecto insignia" de Nextbike en el Reino Unido, las bicicletas de Cardiff se utilizaron aún con más frecuencia durante la pandemia de 2020, pero el programa se cerró el 31 de diciembre de 2023 después de que Nextbike declarara que 3000 bicicletas habían sido vandalizadas o habían desaparecido.

### Otros proyectos internacionales
Dos de los mayores sistemas públicos de alquiler de bicicletas operados por nextbike son Veturilo, en Varsovia, que cuenta con 3000 bicicletas; y MOL BuBi en Budapest. También es responsable de ambici en Barcelona; de BiciPalma, en Palma de Mallorca; y de BiBo, en Boadilla del Monte.

## Galería

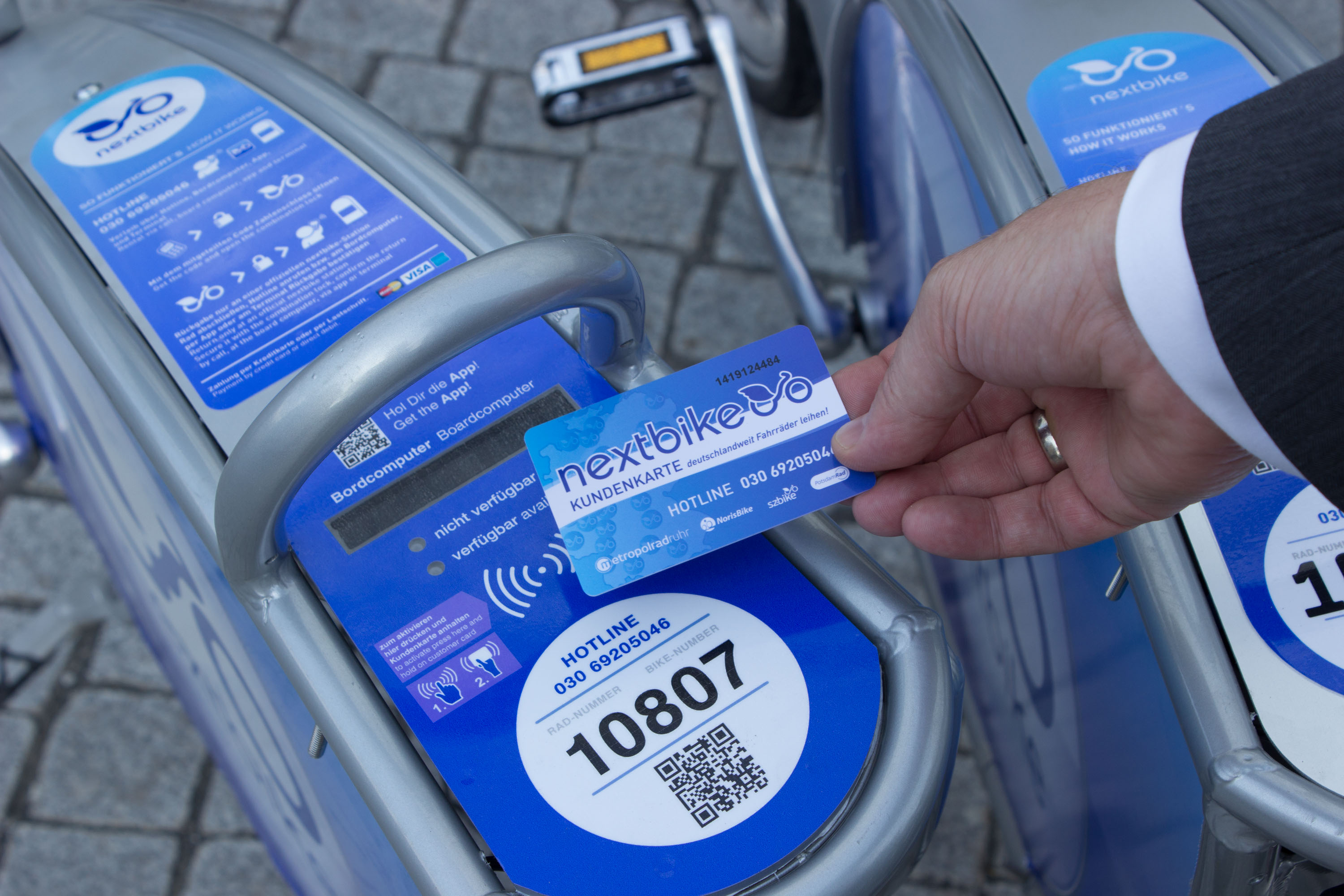
Ordenador de a bordo en una estación de nextbike
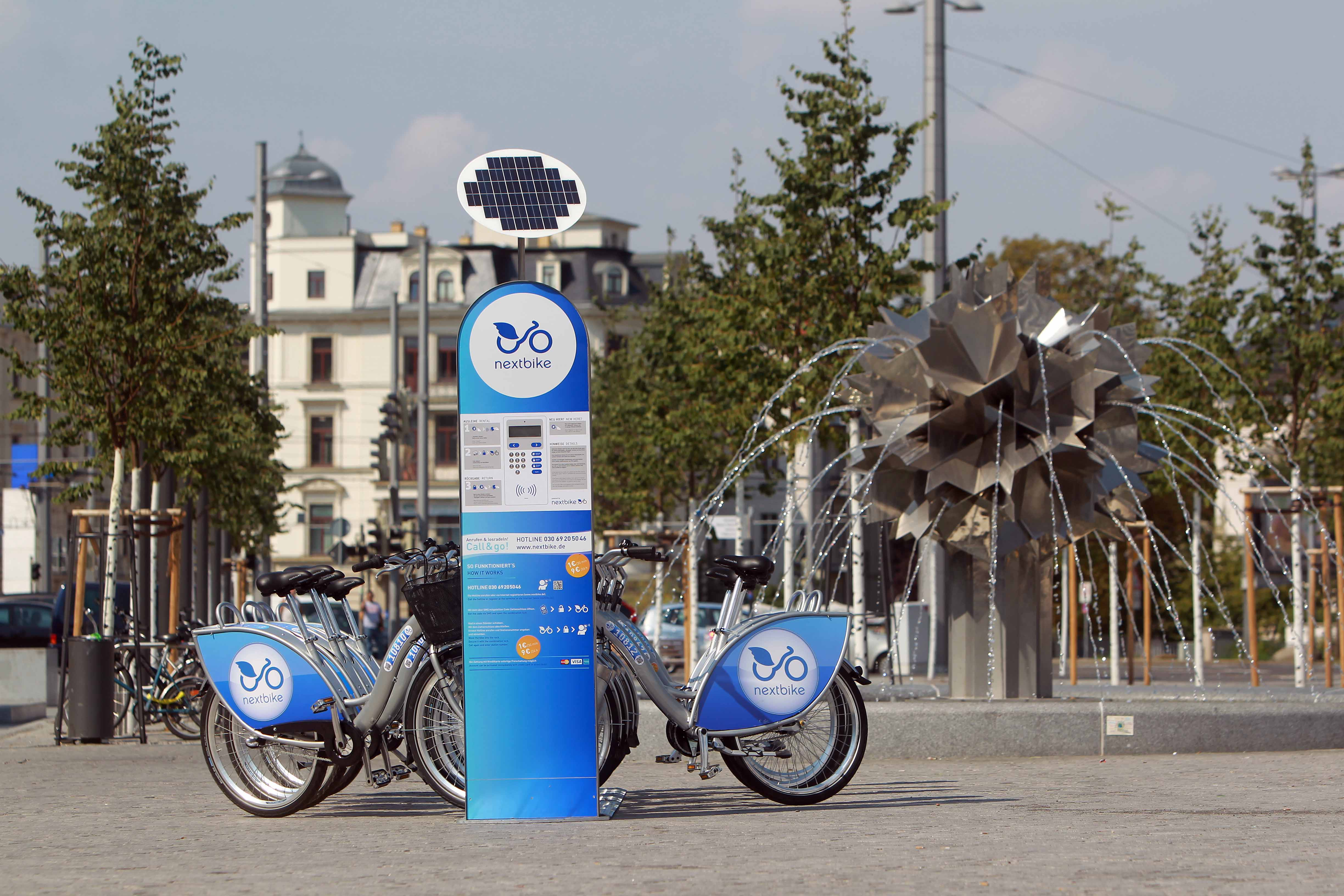
Terminal de la estación Nextbike
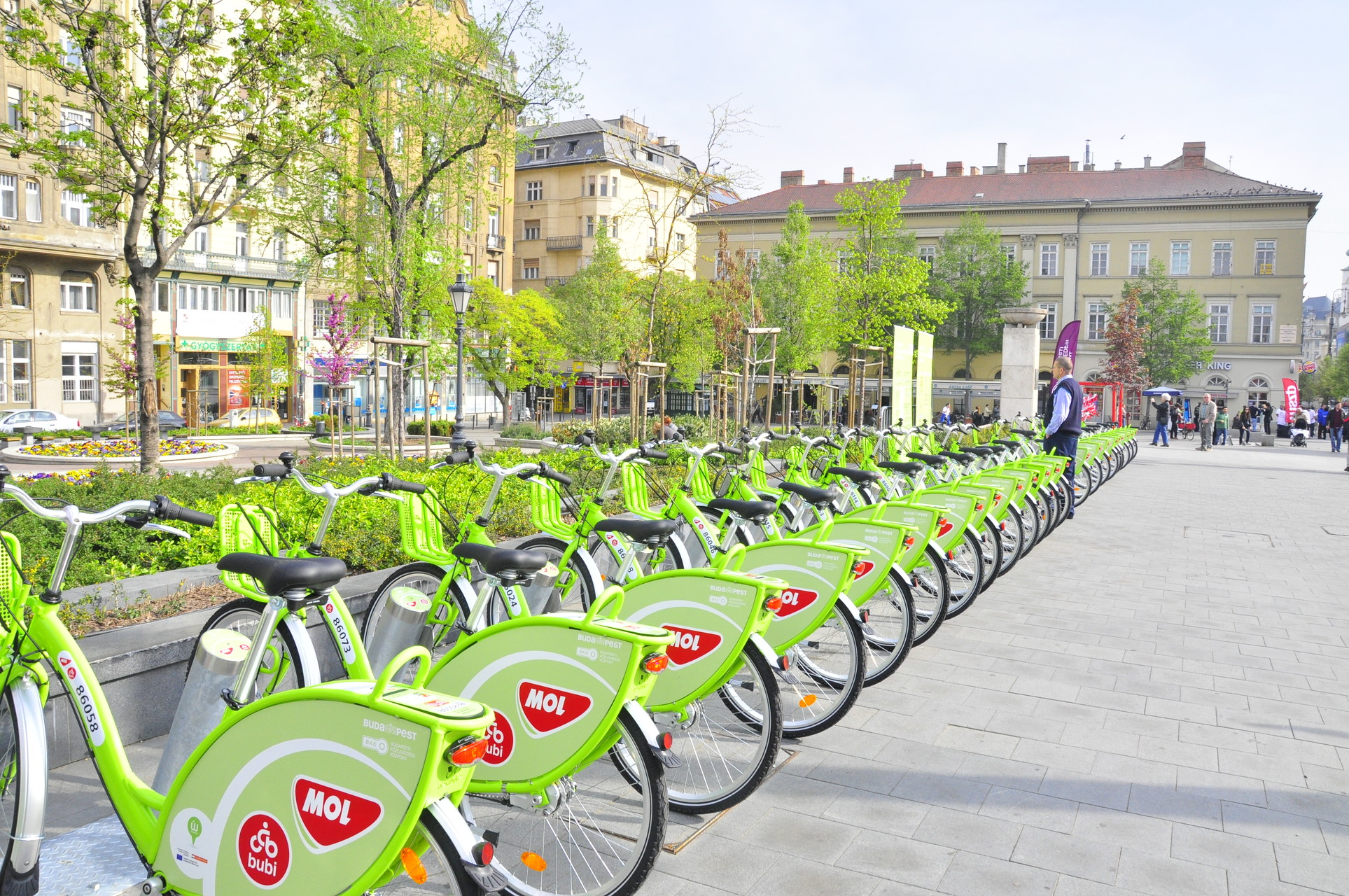
Estación MOL Bubi en Budapest
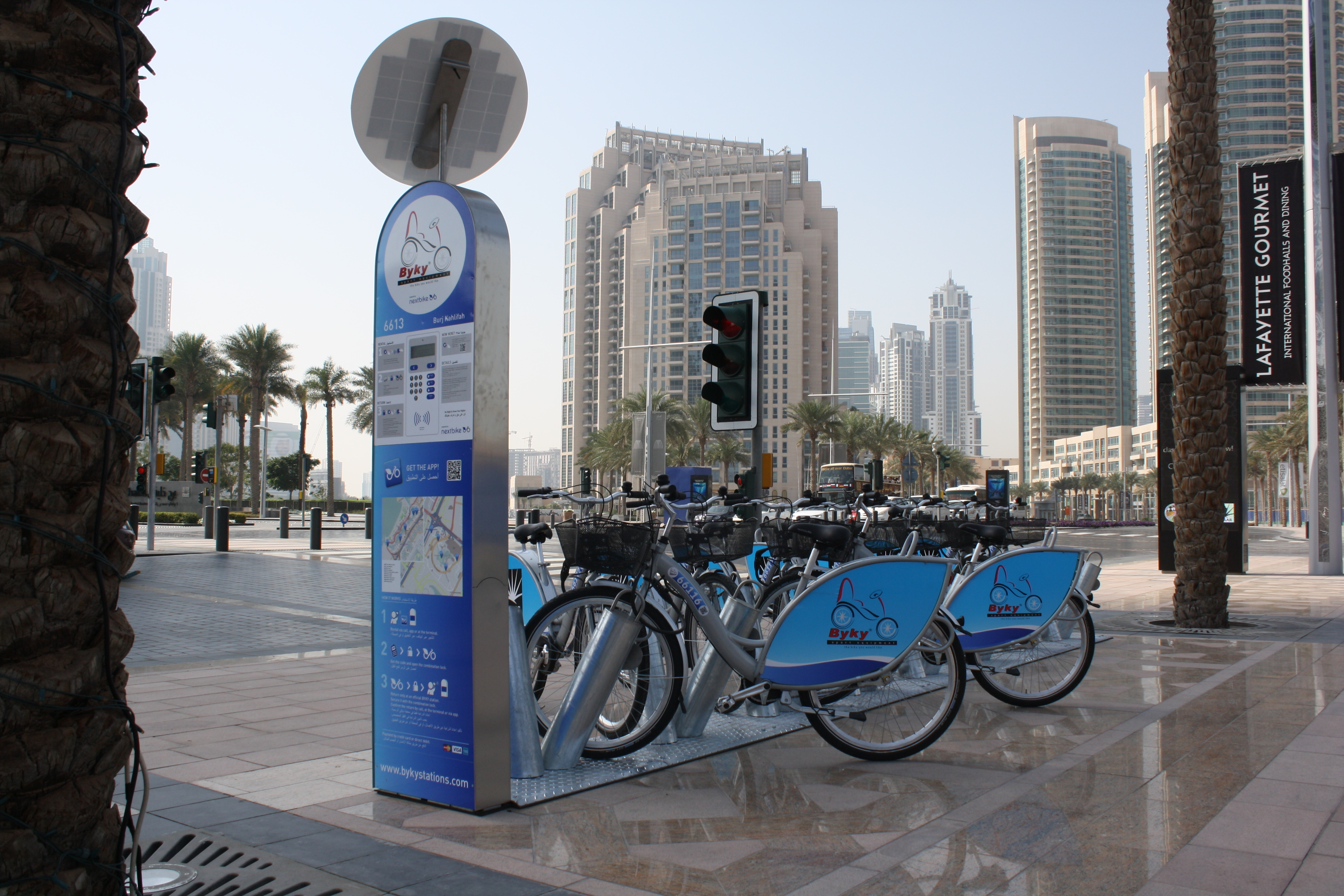
Estación Bykystations, en Dubái
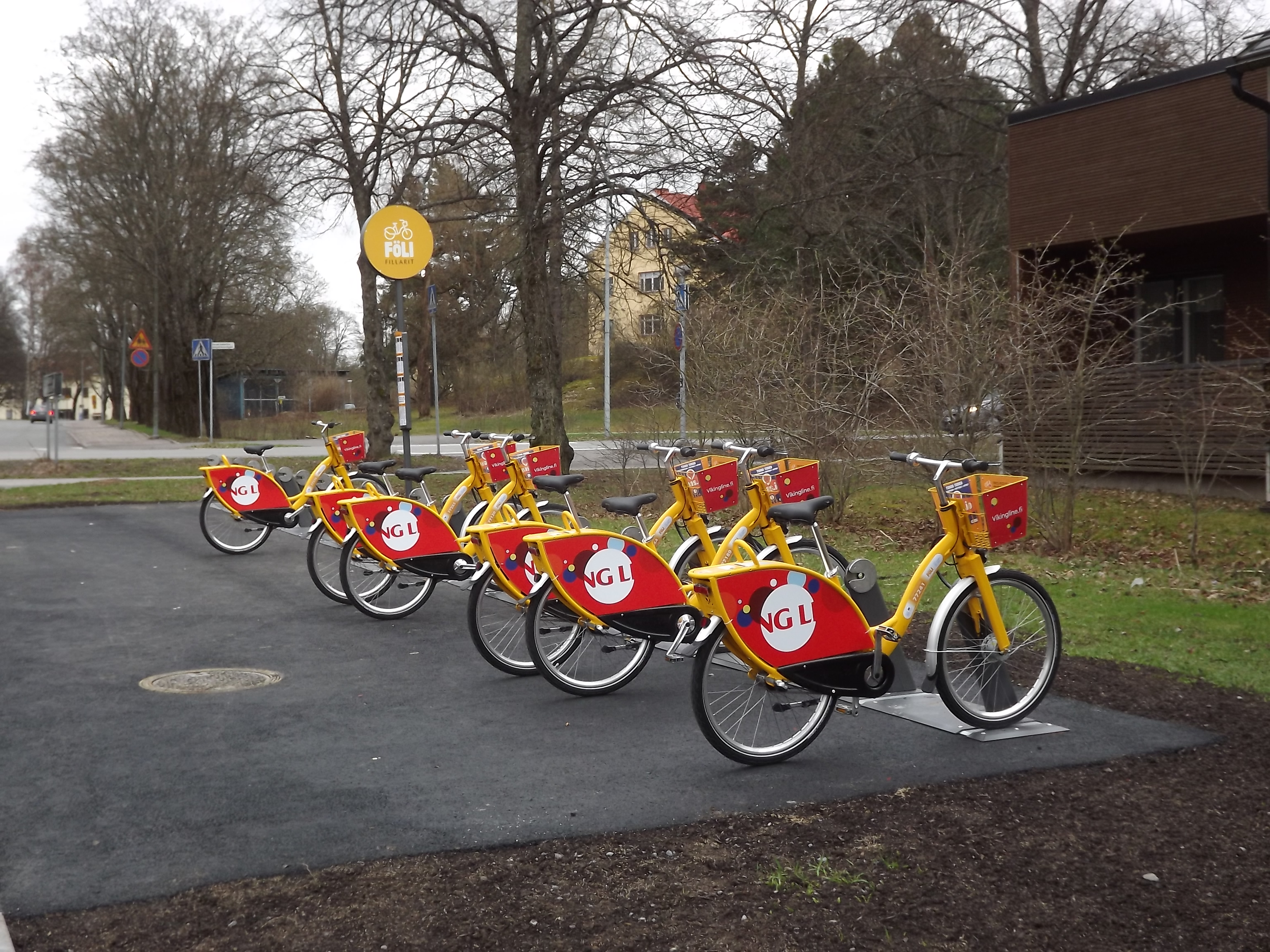
Turku, Finlandia
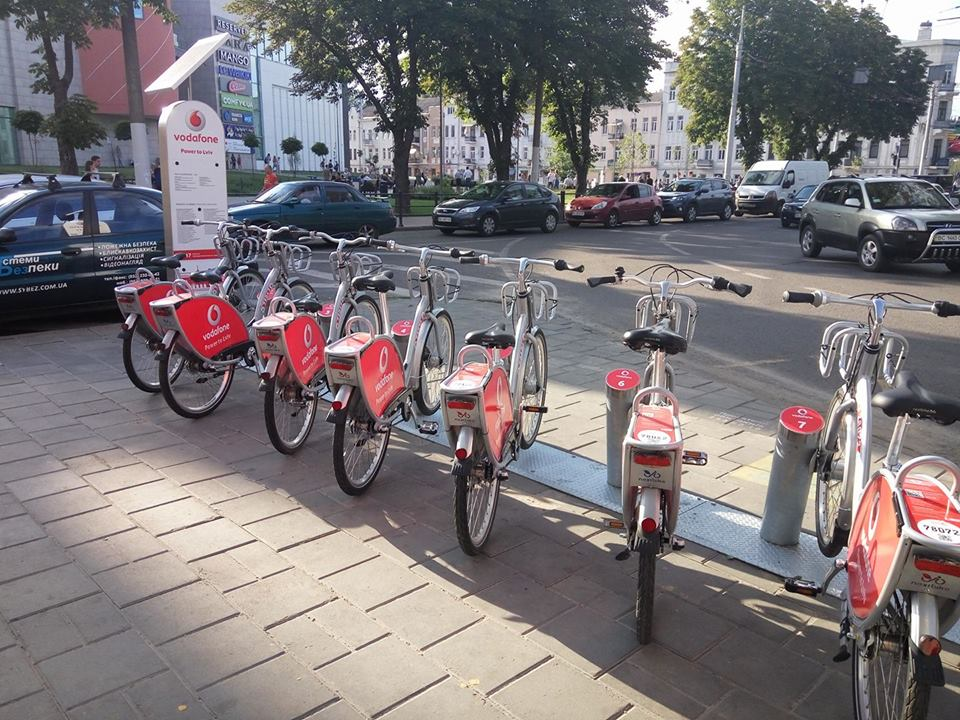
Lviv, Ucrania
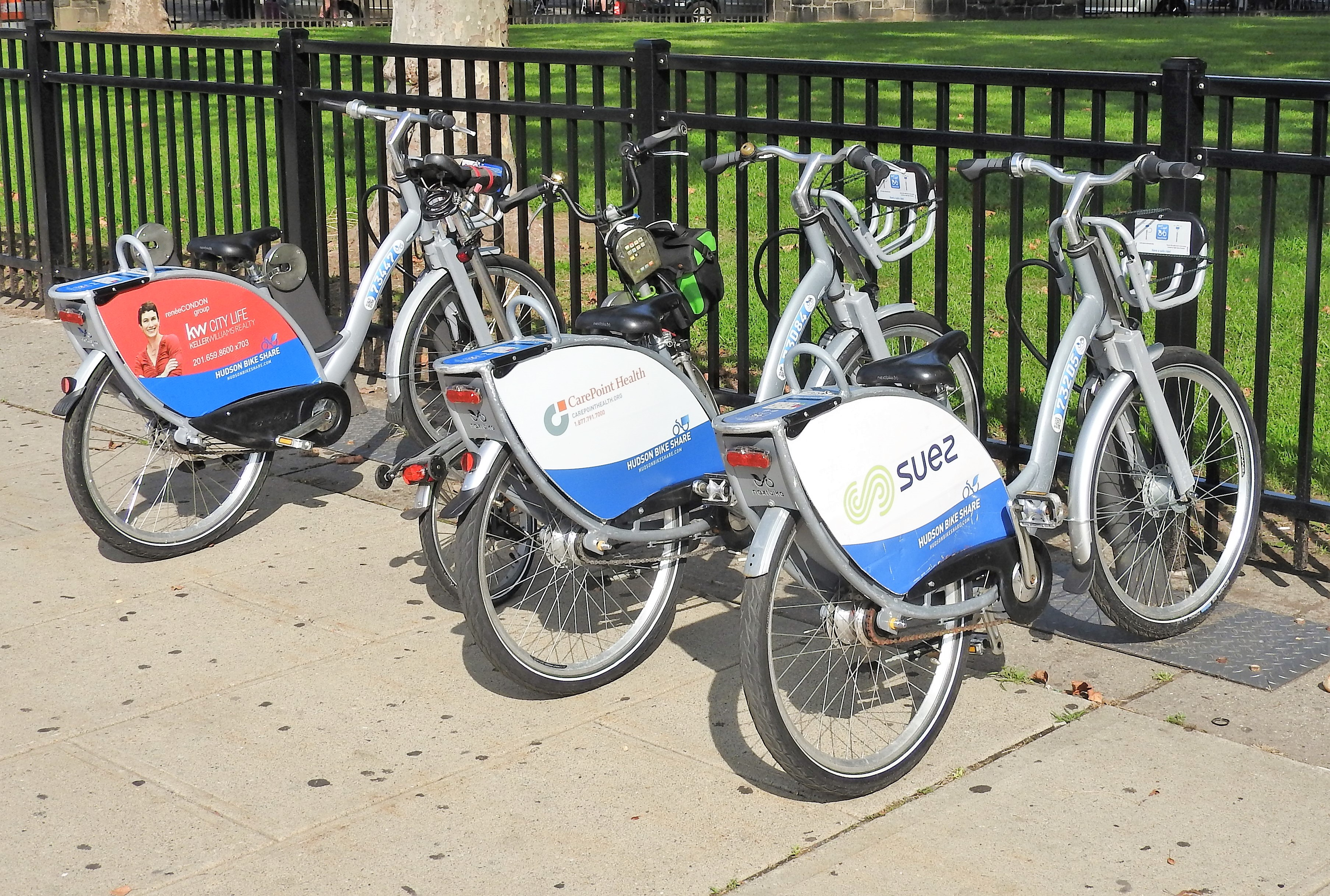
Condado de Hudson, Nueva Jersey, EE.UU.